# TDCソフト
TDCソフト株式会社（ティーディーシーソフト、英: TDC SOFT Inc.）は、東京都千代田区に本社を置くシステムインテグレーター（独立系）。東京証券取引所プライム市場上場（証券コード:4687）。

## 沿革
- 1962年 - 創業
- 1963年 - 「株式会社東京データセンター」を東京都港区神谷町に設立し、データエントリー業務を開始。代表取締役・野﨑克己[1]
- 1967年 - 本店を東京都中央区新川に移転し、受託計算業務を増強、汎用大型コンピュータのシステムズソフトウェア開発事業を開始
- 1973年 - オペレーティングシステム関係のソフトウェア開発を開始
- 1977年 - 「汎用ファイル編集プログラム」、「中小企業向けフロントシステム」などの販売用ソフトウェアを開発し、販売を開始
- 1978年 - 商号を「株式会社ティーディーシー」に変更
- 1984年 - 日本語リレーショナルデータベース管理システム「MRDB Ver.1」を発売
- 1986年 - 商号を「ティーディーシーソフトウェアエンジニアリング株式会社」に変更
- 1988年 - 通商産業大臣より、「システムインテグレーター」の認定を取得
- 1997年 - 日本証券業協会に株式を店頭売買有価証券として登録
- 1999年 - 品質保証の国際規格「ISO9001」の認証を取得
- 2000年 - 「プライバシーマーク使用許諾事業者」の認定を取得
- 2001年 - 株式を東京証券取引所市場第二部に上場
- 2002年 - 株式を東京証券取引所市場第一部に上場
- 2003年 - 携帯電話を利用したASPサービス「HANDｙ TRUSt」を提供開始
- 2006年 - 情報セキュリティマネジメントシステム「ISMS認証基準 Ver.2.0」の認証を取得
- 2007年 - 情報セキュリティの国際規格「ISO/IEC27001」の認証を取得
- 2008年 - シンクアプローチ株式会社（現：TDCフューテック株式会社）を子会社化
- 2009年 - 「Trustpro」を提供開始
- 2012年 - 商号を「TDCソフトウェアエンジニアリング株式会社」に変更
- 2013年
  - 本店を東京都渋谷区代々木に移転
  - 「シンクアプローチ株式会社」の商号を「TDCネクスト株式会社」に変更
- 2016年 - 株式会社マイソフト（現：TDCフューテック株式会社）を子会社化
- 2017年
  - 商号を「TDCソフト株式会社」に変更
  - 「株式会社マイソフト」の商号を「TDCアイレック株式会社」に変更
- 2018年 - 経済産業省「IT経営注目企業2018」に選定
- 2019年
  - TDCネクスト株式会社とTDCアイレック株式会社を「TDCフューテック株式会社」として経営統合
  - 健康経営優良法人2019（ホワイト500）に認定
- 2020年
  - 株式会社八木ビジネスコンサルタント（現：エールビジネスコンサルティング株式会社）を子会社化
  - 米国Scaled Agile,Inc.のパートナー制度で「Gold Partner」に認定
- 2021年
  - 経済産業省「DX認定制度」にて情報サービス産業界で初めて認定を取得
  - 株式会社インターネット総合研究所とサイバーセキュリティ分野でアライアンスを締結
- 2022年
  - テレビCM初放映
  - 株式を東京証券取引所プライム市場に移行
- 2023年 - 本店を東京都千代田区九段南に移転
- 2024年 - ServiceNow ITSMの導入期間を短縮させる「Snap ITSM」を提供開始

## 事業内容
- ITコンサルティング＆サービス
- 金融ITソリューション
- 公共法人ITソリューション
- プラットフォームソリューション等

## 製品
- Trustpro - 業務アプリを自由に構築できるPaas型クラウドサービス
- Styleflow - 会社の申請業務を楽にするクラウド型ワークフロー
- Meeepa - IT企業のスキル管理や調達業務を管理するクラウドサービス
- HuTaCT - タレントマネジメントシステム
- M-Check+ - ストレスチェック支援ソリューション
- BP-LINKS - IT企業向け購買管理システム
- MRDB（販売およびサポート終了）

## 関連会社
- TDCフューテック株式会社
- エールビジネスコンサルティング株式会社